# Alberto Rossi
Alberto Rossi, né le 8 août 1858 à Turin et mort en 1936, est un peintre italien. 

## Biographie
Alberto Rossi naît le 8 août 1858 à Turin.
Après une visite en Turquie, en Syrie et en Palestine, il vit de nombreuses années en Égypte. Il expose à Turin, Milan et Venise.
Il meurt en 1936.